# 増山修
増山 修（ますやま おさむ、1974年 - ）は、日本長崎県出身の画家、アニメーション美術家、脚本家。
2001年以降のスタジオジブリ作品の多くで、背景美術を担当したことで知られる。
あいち造形デザイン専門学校スーパーアドバイザー　デジタルハリウッド大学特任教授

## 経歴
- 1999年 スタジオジブリ入社後、アニメーションの背景美術に従事する。
- 2009年 株式会社インスパイアードを設立。

## 参加作品

### テレビアニメ
- ファンタジックチルドレン（2004年、美術）
- ミヨリの森（2007年、美術監督）
- 東のエデン（2009年、美術設定）
- 東京マグニチュード8.0（2009年、セットデザインプロデューサー）
- 魔法少女まどか☆マギカ（2011年、美術プロデューサー）
- メイドインアビス（2017年、美術監督）
- 盾の勇者の成り上がり（2019年、ビジュアルアドバイザー）
- 怪物事変（2021年、美術アドバイザー）
- 幻想三國誌 -天元霊心記-（2022年、美術アドバイザー）[2]
- ブッチギレ！（2022年、美術アドバイザー）
- メイドインアビス 烈日の黄金郷（2022年、美術監督）
- シャングリラ・フロンティア（2023年、美術アドバイザー）
- わたしの幸せな結婚（2023年 - 2025年、美術監修）[3]
- アンデットガール・マーダーファルス（2023年、美術アドバイザー）
- ライザのアトリエ（2023年、美術アドバイザー）
- ダンジョン飯（2024年、美術監修）

### アニメ映画
- 千と千尋の神隠し（2001年、背景）
- ハウルの動く城（2004年、背景）
- 時をかける少女（2006年、美術監督補佐）
- 崖の上のポニョ（2008年、背景）
- 星を追う子ども（2011年、背景）
- チベット犬物語 〜金色のドージェ〜（2012年、背景）
- グスコーブドリの伝記（2012年、背景）
- 君の名は。（2016年、背景）
- 天気の子　（2019年、背景）
- 劇場版総集編メイドインアビス【前編】旅立ちの夜明け（2019年、美術監督）
- 劇場版総集編メイドインアビス【後編】放浪する黄昏（2019年、美術監督）
- メイドインアビス 深き魂の黎明（2020年、美術監督）

### 映画
- 神楽鈴の鳴るとき（2018年、原案・脚本・プロダクションデザイン・製作総指揮）
- みえない、わざわい（2020年、原案・脚本・監修）

### その他
- めいとこねこバス（2002年、背景）
- コロの大さんぽ（2002年、背景）
- 水グモもんもん（2006年、背景）
- Je t'aime（2010年、美術監督）
- イブの時間（2010年、背景）
- 令和の唄（2020年5月、絵全般）[4][5][6]
- フリークエンジェルス（2022年、美術監督）[7]

## 著作
- 「学校では教えてくれない風景スケッチの法則」（日貿出版）
- 「増山修水彩画集」（日貿出版）
- 「増山 修の筆ペン1本で描く風景スケッチ」（ナツメ社）
- 「すぐに描ける！おでかけスケッチ」（JTBパブリッシング）
- 「インスパイアード背景画集」（責任編集）（株式会社ボーンデジタル）
- 「小さき足跡をいだいて」（原作・監修）（ナンバーナイン）
- 「アニメスタジオで教わる背景画の大原則」（KADOKAWA）

## TV出演
- 2010年、NHK教育「あなたもアーティスト 誰でも描ける風景スケッチ9つのコツ」
- 2011年、NHK教育「あなたもアーティスト 水彩絵の具で描く　増山修のアニメ流風景スケッチ術」
- AT-X「津田健次郎presents 裏アニメ」＃29～＃31背景美術特集　背景美術の世界『メイドインアビス』